# Grand Brûlé
Pour les articles homonymes, voir Grand brûlé.
Le Grand Brûlé est la partie côtière de la dernière caldeira formée par le Piton de la Fournaise, le volcan actif de l'île de La Réunion. Cette région bordée par l'océan Indien occupe à ce titre le quart oriental de l'enclos Fouqué et donc le sud-est de la commune de Sainte-Rose ainsi que le nord-est de Saint-Philippe. Située en aval des Grandes Pentes, il est délimité par le rempart de Bois Blanc au nord et par celui du Tremblet au sud.

## Géographie
La forêt qui couvre la zone est appelée forêt domaniale du Grand Brûlé ; elle fait partie du massif forestier de la Coloraie du Volcan. Traversée par la route nationale 2, qui fait presque le tour du département d'outre-mer, elle accueillait autrefois la Vierge au parasol que l'on observe désormais à proximité immédiate de l'église Notre-Dame-des-Laves de Piton Sainte-Rose depuis qu'elle a été déplacée afin que l'éruption d'avril 2007 l'épargne. On y trouvait également une sculpture baptisée Symbiose pour oiseaux et volcan jusqu'à ce qu'elle soit couverte de lave par la même éruption volcanique.
Après chaque éruption, la région est colonisée par un grand nombre de plantes, parmi lesquelles le bois de rempart et l'étoile de Bethléem, mais aussi Ardisia crenata, Benthamia spiralis, Blechnum tabulare, Clidemia hirta, Crotalaria berteroana, Dicranopteris linearis, Heterotis decumbens, Lantana trifolia, Machaerina iridifolia, Nephrolepis abrupta, Otacanthus caeruleus, Phyllanthus urinaria, Pityrogramma callomelanos, Psilotum nudum, Schinus therebenthifolius, Smilax anceps, Spathoglottis plicata, Sphaerostephanos unitus, Stereocaulon vulcani, Trema orientalis et Tristemma mauritianum. La forêt est une forêt de bois de couleur des Bas.

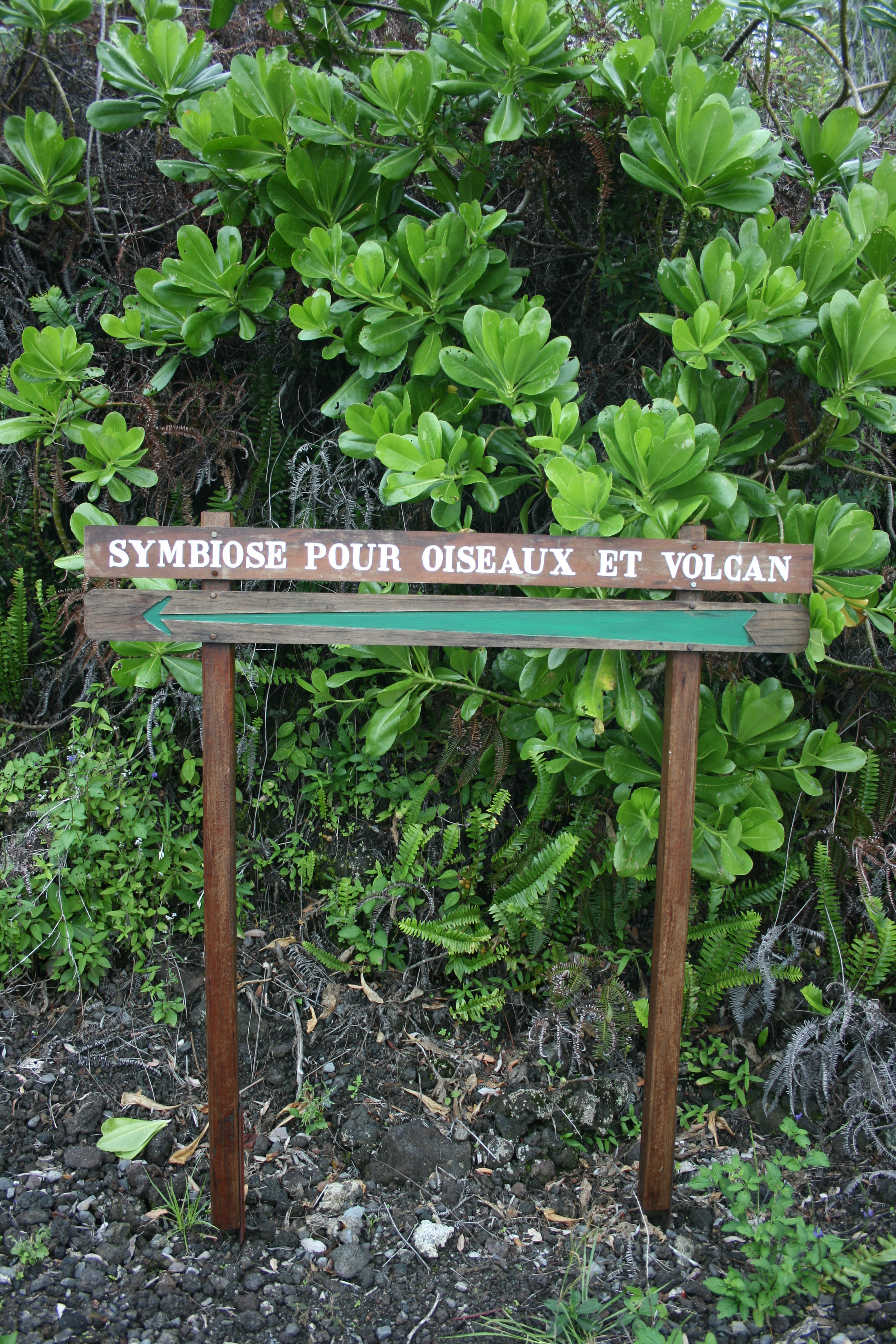
Un panneau indiquant la direction de la sculpture Symbiose pour oiseaux et volcan plusieurs mois après qu'elle a été couverte de lave par l'éruption du Piton de la Fournaise en avril 2007.

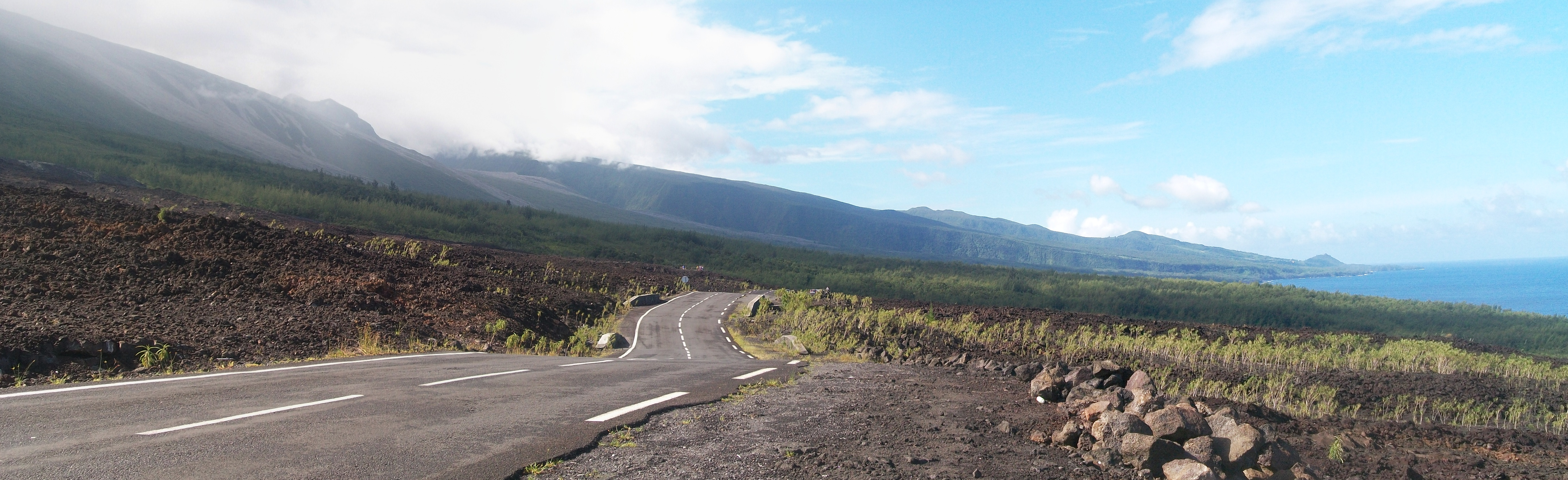
Vue panoramique du Grand Brûlé en décembre 2012 depuis le sud avec la coulée d'avril 2007 et le nouveau tracé de la route des Laves au premier plan : les Grandes Pentes sont à gauche sous les nuages, le rempart de Bois Blanc est en arrière-plan sous la ligne d'horizon, l'océan Indien à droite et le rempart du Tremblet juste derrière le photographe.